# ملکسر
ملکسر، روستایی از توابع بخش مرکزی شهرستان صومعه‌سرا در استان گیلان ایران است.
این روستا در سر راه جاده صومعه سرا به ماسال قرار گرفته است و در واقع آخرین روستای صومعه سرا در این مسیر است.
عمده شغل اهالی این روستا کشت برنج و پروش دام می باشد.
اهالی روستا گیلک  و تالش هستند.